# تامیرا پاشک
 تامیرا پاشک (انگلیسی: Tamira Paszek؛ زاده ۶ دسامبر ۱۹۹۰) یک بازیکن تنیس اهل اتریش است.